# West Lothian
West Lothian, også kendt som Linlithgowshire er en af Skotlands 32 kommuner. Området grænser op mod City of Edinburgh, Falkirk og Midlothian. Administrationsbyen er Livingston.
West Lothian er også navnet på et af de traditionelle grevskaber, som grænser op mod Stirlingshire, Lanarkshire og Mid Lothian.

## Byer og landsbyer
- Bathgate
- Broxburn
- Dechmont
- Linlithgow
- Livingston
- Pumpherston
- Stoneyburn
- Uphall
- Whitburn
- Winchburgh

## Venskabskreds
- Hochsauerland Tyskland

55°55′00″N 3°30′00″V / 55.916666666667°N 3.5°V
|  | Infoboks uden skabelon Denne artikel har en infoboks dannet af en tabel eller tilsvarende. |